# Inger Ärlemalm
Inger Skantze-Ärlemalm, född 13 november 1937 i Strömstad, död 4 oktober 2019 i Åsa, var en svensk författare.
Ärlemalm var dotter till lantbrukaren Hans Skantze och vävläraren Margareta Skantze.
År 1956 tog Ärlemalm examen vid Nordiska folkhögskolan i Kungälv och blev fil. kand. 1974. Mellan 1957 och 1965 arbetade Ärlemalm som journalist i dags- och veckopressen. Hon verkade från 1966 som frilansjournalist och författare. Ärlemalm var redaktör för Morgonbris 1979–1980, för Småfolket 1982–1983 och för Författaren 1988–1992. Ärlemalm hade också en politisk karriär i Järfälla. Hon är begravd på Ölmevalla kyrkogård.